# امپایر (لوئیزیانا)
امپایر (به انگلیسی: Empire) شهری در ایالت لوئیزیانا کشور ایالات متحده آمریکا است که جمعیت آن در سرشماری سال ۲۰۱۰ میلادی، ۹۹۳ نفر بوده‌است.